# 肋马蹄螺属
肋马蹄螺属（学名：Carinotrochus）是钟螺科下的一个属。中国科学院海洋研究所依托“科学”号科考船以及搭载的“发现”号缆控下潜器（4000米级）、电视抓斗等设备在马里亚纳海沟附近的两座海山上采集到两种形态特征特别的马蹄螺，并以此建立了1个新亚科——肋马蹄螺亚科Carinotrochinae及1新属——肋马蹄螺属。

## 下属物种
本属包括以下物种：
- 马里肋马蹄螺 Carinotrochus marianaensis S.-Q.Zhang, J.Zhang & S.-P.Zhang, 2020[2]
- 威氏肋马蹄螺 Carinotrochus williamsae S.-Q.Zhang, J.Zhang & S.-P.Zhang, 2020[2]